# 町田直隆
町田直隆（まちだなおたか、1978年12月25日 - ）は、日本のシンガーソングライター、詩人。元BUNGEE JUMP FESTIVALのボーカル/ギター。東京都出身。楽曲のジャンルは幅広いがロックンロール・パンク・ロックが多い。

## 概要
1994年に同じ高校の軽音同好会に所属していた田辺純平と初めてのバンドを結成する。1996年に田辺、中学時代の同級生でアルバイト仲間でもあった堀越武志らと共に新たな4人組バンドを結成。1997年にボーカルの脱退によりギターの町田がボーカルも担当することとなり、トリオ編成のBUNGEE JUMP FESTIVALとして活動を開始する。バンド時代は、石田ショーキチ（のちの音楽プロデューサー）、寺岡呼人（バンド"男盛"を結成）に高い評価をされるなど、そのソングライティングの才能を音楽業界で認められつつも、より良い創作環境を求めて複数の大手レーベルを渡り歩く波乱万丈の活動に終始した。ソロ活動を開始してからはいずれのレコード会社とも契約することはなく、自らのレーベルを設立、自らのペースで活動している。
ソロ活動開始直後は「同じライブは二度やらない」をテーマとして前衛的なライブを行っていた。しかし、本人もブログ内で「自分の真に進むべく道を模索するとき。そしてその道は僕の中ではもう既に見えていて、それは実はすでに歩いてきた道で、その答えにはたどり着いているのだけれども、今はあえて遠回りしたいのです。遠回りして、色んな事を経験して、再びその道に戻った時、僕はきっとそのままその道を歩いてきたよりもずっと、その道に愛着を持てるような気がするのです。（旧町田直隆の日記 - コメント 2006/03/19 15:43）」という趣旨のコメントをしていたように、実際に最近はずっと腰の据わった音楽活動にシフトしてきている。
近年の活動内容は弾き語りやバックバンドPK BATTLESを従えてのライブが中心である。アルバム/ミニアルバムのリリースこそ1年に1度ペースであるが、不定期なデモCD/DVDの販売や、MySpaceやYouTubeでの音源や映像の公開なども行なわれている。
ircleのギタリスト仲道良をプロデューサーに迎えたアルバム「不良の音楽」を2022年12月14日にリリース。またタイトル曲「不良の音楽」のミュージック・ビデオを公開。

## 略歴
バンド時代
BUNGEE_JUMP_FESTIVAL#来歴も参照
- 1997年　バンドBUNGEE JUMP FESTIVALのボーカル/ギターとして活動開始。
- 1998年　Epic/Sony Recordsと契約。
- 1999年　アルバム「From here, so far…」をリリースするが、次回作のレコーディングのさなかEpic/Sony Recordsと契約終了。
- 2000年　ハイラインレコーズと契約、ミニアルバム「CAPTAIN PAPA」をリリース。
- 2001年　アルバム「more vegetable!」リリース。ハイラインレコーズと決別、より良い創作環境を求めて自主レーベル「武蔵野レコード」設立。12月、「不良少年マーリー」をリリースする。
- 2002年　トイズファクトリーと契約、アルバム「WASTELAND」をリリースする。
- 2003年　トイズファクトリー、所属事務所との契約を終了。バンド活動休止。
- 2004年　アルバム「CRUITHNE」をThink Sync Records alias/武蔵野レコードよりリリース。
- 2005年　ミニアルバム「ARMED SONGS」リリース。12月10日のライブをもってバンドを解散。解散ライブのDVDをリリースする。

ソロ活動を開始
- 2006年　「町田劇場」や自主企画「黒髪シンガーズ」など独創的なライブ活動を続けつつ、立て続けにデモCD/DVDをリリース。バックバンド「武蔵野デストロイズ」結成。11月には植木遊人とのスプリットCD「DOWNTOWN REVOLUTION」をリリース。
- 2007年　楽活動10周年として記念ライブ「CASE OF MACHIDA」を各地で敢行。ゴールデンウィークの3daysでは、バンド時代を含めてのほぼ全曲を演奏、その模様はDVDとしてリリースされている。その他日本全国130本に及ぶライブを行なう。12月に自主レーベル「TEENRAGE RECORD」を設立し1stアルバム「栄光なき兵士たちに捧ぐ」をリリース。
- 2008年　バックバンド「PK BATTLES」とともに全国ツアー。12月にはミニアルバム「主題歌」をリリースし、夜長オーケストラとのコラボによりオーケストラアレンジを行なうなど新たな試みをみせた。30歳の誕生日に記念ライブ「地獄」を開催。
- 2009年　主題歌レコ発として全国ツアー。雑誌Rooftop上にて、植木遊人・星野概念（ストライカーズ）・横山マサアキ（テルスター、PK BATTLES）との4人で新企画をスタート。企画の一環としてヴィジュアル系バンドを結成、ライブも行った。9月のワンマンライブ後に当面の活動休止を発表。10月、ブログにて声帯ポリープの経過観察のための活動休止であったこと、また手術を行う旨を発表した。
- 2010年　1月10日のワンマンライブ「フラワーズ・フォー・マチダーノン（マチダーノンに花束を）」にて復活。3月11日にはバンド時代の楽曲のみを演奏するワンマンライブ「あの頃僕らは」、5月14日には大阪でのワンマンライブ「楽しき人生」を行う。年末に昼夜二回公演のワンマンライブ「MACHIDA RED MACHIDA BLACK」を開催。7月からは石田ショーキチのネットラジオ番組に4回にわたって出演。
- 2011年　4月からUSTREAMでの不定期の生放送「町田直隆の気まぐれ武蔵野便り」を開始。4月2日に全ての楽器を自ら演奏したアルバム「未来」を発売。また同日から、チャリティーCD「触れる手」の販売を開始し、売上げの全額を東日本大震災の義援金として寄付すると表明。
- 2022年　12月14日にアルバム「不良の音楽」をリリース。
- 2023年

9月2日のMOTORWORKSのライブにボーカルとして加入。　

## ディスコグラフィー
ソロ活動開始以前のリリースについては、BUNGEE JUMP FESTIVAL#作品の項目を参照。

### CD
- DOWNTOWN REVOLUTION （2006年11月22日、HAGE RECORD DDCA-3004）
  - 1.サンキスト（植木遊人） 2.オリオン座流星群（町田直隆） 3.遊星より愛を込めて（植木遊人） 4.さらば××××ランド（町田直隆）
    - 盟友・植木遊人とのスプリットCD。78トラック目にボーナス・トラック収録。
- 栄光なき兵士達に捧ぐ （2007年12月26日、TEENRAGE RECORD TRGR-0001）
  - 1.東京ファック 2.少年 3.バイバイ若草荘 4.打倒運命 5.絶望ファンクラブ 6.歌舞伎町へようこそ 7.長距離走者の孤独 8.TEENAGE DISTRACTION 9.武蔵野ブレイクダウン  10.青の残響音 11.拝啓ロックンロール 12.滑走路 13.オリオン座流星群
- 主題歌 （2008年12月7日、TEENRAGE RECORD TRGR-0002）
  - 1.実弾 2.タイムカプセル 3.主題歌 4.所感 5.そこにある光 6.ボーイズキャンチェンジザワールド ボーナストラック：栄光なき兵士たちに捧ぐ
- 未来 （2011年4月2日、TEENRAGE RECORD XQIP-1003）
  - 1.長い夜のほんの一瞬 2.I have a song 3.自分 4.ファルス 5.未来 6.労働/暴動 7.情熱よ 8.約束の人 9.歌に変わる時 10.ユーリカ 11.青春映画
- 不良の音楽 （2022年12月14日、TEENRAGE RECORD TRGR-0003）
  - 1.ずっと16歳 2.死にたくなる夜を越えて 3.エルクンバンチェロ 4.七月七日 5.鉄塔 6.大阪行き 7.ウェンディ 8.スウィートジェーン 9.アイデンティファイ 10.歌い忘れていた歌 11.不良の音楽

### デモCD
- THIS MACHIDA DRASTIC （2007年12月26日、自主制作）
  - 1.バイバイ若草荘 2.スーサイドジェネレーション 3.青春ノイローゼ 4.拝啓ロックンロール 5.打倒運命 6.歌の誕生 7.少年 8.何をやってもダメな男 9.キッズアゲイン
    - 過去のデモCD「拝啓ロックンロール」「オリオン座流星群」「武蔵野ブルース」「少年」からの編集盤。
- THIS MACHIDA DRAMATIC （2007年12月26日、自主制作）
  - 1.心の翼 2.さらばディズニーランド 3.武蔵野ライフ 4.千佳 5.オリオン座流星群 6.窓明かりの歌 7.エミリー 8.中央線エレジー 9.花言葉　　
    - 過去のデモCD「拝啓ロックンロール」「オリオン座流星群」「武蔵野ブルース」「少年」からの編集盤。
- 1988 （2010年9月5日、自主制作）
  - 1.1988 2.GREENDAY&WEEZER 3.不安な未来 4.不良の音楽
- 触れる手 （2011年4月2日、自主制作）
  - 1.触れる手 2.1997年の世界地図 3.普通の暮らし
- パンクバンド （2011年12月25日、自主制作）
  - 1.パンクバンド 2.レパートリー 3.声だけの再会 4.未来（ライブ） 5.青春映画（ライブ）

### DVD
- 町田劇場第一話～卒業～ （SET YOU FREE）
  - 2005年12月11日（BUNGEE JUMP FESTIVALラストライブの翌日）に開催されたSET YOU FREE「町田劇場」第1回の前衛的なライブを完全収録。
- 町田劇場 町田直隆 vs. 植木遊人 死闘三番勝負 （SET YOU FREE）
- 町田劇場番外編「3.16事件」～atクラブチッタ川崎 （SET YOU FREE）
  - 2006年3月16日のライブを収録。
- DOWNTOWN REVOLUTION発売記念DVD 11月号 （2007年3月2日、SET YOU FREE）
- DOWNTOWN REVOLUTION発売記念DVD 12月号 （2007年4月25日、SET YOU FREE）
- DOWNTOWN REVOLUTION発売記念DVD 1&2月号 （2007年5月19日、SET YOU FREE）
- DOWNTOWN REVOLUTION発売記念DVD 3月号 （2007年5月19日、SET YOU FREE）
  - DOWNTOWN REVOLUTION発売記念全国ツアーの模様を収録。
  - シリーズ全4枚購入者には特典DVD「サンキストとオリオン座流星群だらけのDVD」がプレゼントされた。
- CASE OF MACHIDA （2007年9月10日、自主制作）
  - 「CASE OF MACHIDA」のゴールデンウィーク3daysをほぼ完全収録した3枚組。
- MACHIDA HUNT vol.1 （2008年3月6日、自主制作）
  - 「栄光なき兵士達に捧ぐ」リリースツアーの2008年1月～3月のライブから収録。
- MACHIDA HUNT vol.2 （2008年6月29日、自主制作）
  - 「栄光なき兵士達に捧ぐ」リリースツアーの2008年3月～6月のライブから収録。
- CASE OF MACHIDA LAST GIGS COMPLETE （2008年12月7日、自主制作）
  - 2007年12月26日に行われた「CASE OF MACHIDA LAST GIGS」を完全収録。
- "GIGS"JUST A MACHIDA2008-2009（2010年1月10日、自主制作）
- MACHIDA HUNT vol.3 （2010年12月26日、自主制作）
  - 2010年のライブを総括した内容。

#### オムニバス参加
- にくのひロックフェス'07 （2007年9月16日）
- ライブハウス西荻窪waver 4周年記念コンピレーションCD （2010年2月11日）
- CARAMELBOX SOUNDBOOK『また逢おうと竜馬は言った』 （2010年7月10日）

### 書籍
- LIVE! no media2004 （思潮社、ISBN 978-4-7837-2118-5）
  - 友部正人が企画しているポエトリーリーディングのライブを収録した詩集&ライブCD。
    - 町田直隆は「栄光なき兵士達に捧ぐ」という詩の朗読で参加。

### 入手困難

#### 廃盤デモCD
- 武蔵野ソングス （2005年10月10日、自主制作）
  - 1.バイバイ若草荘 2.心の翼 3.さらばディズニーランド
- 杉並憂歌 （2005年11月17日、自主制作）
  - 1.スーサイドジェネレーション 2.青春ノイローゼ 3.武蔵野ライフ
- 拝啓ロックンロール （2006年2月5日、自主制作）
  - 1.拝啓ロックンロール 2.打倒運命 3.千佳
- 武蔵野サンプラー （2006年2月21日、自主制作）
  - 1.打倒運命 2.武蔵野ライフ
    - 新星堂吉祥寺店に置かれた無料サンプルCD。
- オリオン座流星群 （2006年4月13日、自主制作）
  - 1.オリオン座流星群 2.歌の誕生 3.窓明かりの歌
- 武蔵野ブルース （2006年8月25日、自主制作）
  - 1.バイバイ若草荘 2.心の翼 3.スーサイドジェネレーション 4.青春ノイローゼ 5.武蔵野ライフ 6.エミリー 7.中央線エレジー
    - デモCD「武蔵野ソングス」「杉並憂歌」からの編集盤。
- 武蔵野ライブ2006・7・14 （2006年8月25日、自主制作）
  - 1.青の残響音 2.バイバイ若草荘 3.さらばディズニーランド 4.打倒運命 5.窓明りの歌 6.拝啓ロックンロール 7.オリオン座流星群
- 少年 （2007年5月4日、自主制作）
  - 1.少年 2.キッズアゲイン 3.何をやってもダメな男 4.花言葉 5.絶望ファンクラブ（ライブ） 6.バイバイ若草荘（ライブ） 7.スーサイドジェネレーション（ライブ）
- 11月のメリークリスマス （2008年10月7日、自主制作）
  - 1.11月のメリークリスマス 2.天才と凡才 3.引力
    - 期間限定販売。ジャケットはカラーバリエーション5色あり（赤、緑、黄、桃、青）。
- 所感/デッドオアアライブ （2008年5月22日、自主制作）
  - 1.所感 2.デッドオアアライブ 3.08/04/17 LIVE at 高円寺HIGH（絶望ファンクラブ、TEENAGE DISTRACTION、歌舞伎町へようこそ、少年、滑走路、拝啓ロックンロール）
- レターソング （2009年3月17日、自主制作）
  - 1.レターソング 2.カラッポな僕等 3.跨線橋
- ずっと16歳 （2009年8月1日、自主制作）
  - 1.ずっと16歳 2.スーサイドジェネレーション 3.そこにある光（ライブ）

#### 特典CD
- 07/5/6CASE OF MACHIDA 3DAYS ライブ来場者特典CD
  - 1.アローンアゲイン
- 07/12/26吉祥寺シアターワンマンライブ来場者特典CD
  - 1.アナーキー・イン・ザ・UK 2.ジンギスカン
- 08/03/06新宿ロフトワンマンライブ来場者特典CD
  - 1.大阪行き 2.ひまわり
- 西荻時代（08/05/03西荻窪WAVERワンマンライブ来場者特典CD）
  - 1.時代は変わる 2.陽の当たる場所 3.シャツの汚れ方 4.疎遠の空 5.願い
- 08/06/29吉祥寺 ROCK JOINT GB ライブ来場者特典CD
  - 1.下から二番目の男 2.モータウンジャンク
- LIVE AT 浅草KURAWOOD 2008/10/21 「栄光なき兵士達に捧ぐ」ツアーファイナル （「主題歌」発売日購入特典CD）（2008年12月7日）
  - 収録曲・曲順共に「栄光なき兵士達に捧ぐ」と同じライブ盤。
- 「主題歌」通販購入特典CD （2008年12月7日）
  - 1.ボーイズキャンチェンジザワールド（アコースティックVer.）
- 2010/5/14 大阪梅田ポテトキッド 町田直隆復活記念ワンマン「楽しき人生」ライブ来場者特典CD
  - 1.ホウセンカの詩（ソネット）2.大阪行き（LIVE)
- 2010/12/26　吉祥寺曼荼羅ワンマン(昼の部)来場者特典CD
  - 1.円形の魔法
- 2010/12/26　吉祥寺曼荼羅ワンマン(夜の部)来場者特典CD
  - 1.フォーエバーブルー

#### 特典DVD
- 「栄光なき兵士達に捧ぐ」通販購入特典DVD （2007年12月26日）
  - 2006年8月25日に開催された「SET YOU FREE SUMMER FESTA '06」出演時の「町田直隆と内山田ロビンとクールダウン」のライブ映像2曲収録。
- 「未来」通販購入特典DVD （2011年4月2日）
  - アルバム「未来」のメイキングドキュメンタリー映像を収録

## PK BATTLES
- 吉澤瑛師（ex.Scudelia Electro） - keyboard
- 瀬崎順治（NANANINE） - drums
- 横山マサアキ（テルスター） - bass
- 高原裕介（シンクシンクインテグラル） - mixer

### かかわりの深いアーティスト
- 植木遊人（ex.ダブルオー・テレサ） - 盟友として企画ライブ「町田劇場」等で度々共演。スプリットシングルをリリース。
- 海北大輔（LOST IN TIME） - 親友。
- 内山田ロビンとクールダウン - 時折バックバンドを務める。山口県のバンド。
- テングインベーダーズ - 町田が創設した軽音同好会の後輩バンド。バックバンドを務めたこともある。
- 藤原基央（BUMP OF CHICKEN） - ハイラインレコーズ時代の親友。
- 石田ショーキチ - BUNGEE JUMP FESTIVALでの活動時に一時期プロデュースを行う。
- 寺岡呼人 - 共にバンド「男盛」などで活動。また寺岡呼人&Golden Circle of Friendsに参加。
- 荻原剛（ex.THE PAN） - 親友。
- 夜長オーケストラ - アルバム「主題歌」収録の「ボーイズキャンチェンジザワールド」に参加。
- 吉岡和哉（ex.ドロノフネ） - 企画ライブ「イカすバンド天国」などで度々共演。
- 山口進（30size、ex.OUTLAW） - 親友。「黒髪シンガーズ」に最多出演している。

### その他
- SET YOU FREE
- シンクシンクインテグラル
- Rooftop

## エピソード
- 尊敬するミュージシャンとしてジョー・ストラマー（ザ・クラッシュ）、エルヴィス・コステロなどを挙げ、ライブではザ・クラッシュの代表曲「ロンドン・コーリング」を演奏したことがある。
- またエルヴィス・コステロの「RADIO RADIO」及びザ･クラッシュの「This Is Radio Clash」を想起させる楽曲「Sensational Radio」、セックス・ピストルズの「アナーキー・イン・ザ・UK」の演奏など、1970年代から80年代の英国音楽に相当の影響を受けているとみられる。
- バンド初期では演奏時にはスーツを着用し、MCを殆どはさまず曲を演奏し続ける硬派なバンドであった。モラルの無い客に対して町田が「聴く気が無いなら帰りやがれ!出口はあちらですよ!」と言ったところ、その客たちは本当に帰ったというエピソードがある。
- 2007年から2008年にかけてイギリス、アメリカに旅行に出かけた。イギリスでは文化や音楽に刺激を受け帰国したが、帰国直後に作曲したのは何故か「歌舞伎町へようこそ」だった。
- BUMP OF CHICKENの藤原基央とはハイラインレコーズ時代に大親友であった。BUMP OF CHICKENが売れるのに伴い連絡をとらなくなったが、2008年に再会する。
- 練マザファッカーのリーダーであるD.Oは幼稚園時代の友達であったが忘れており、町田がそれに気づいたのは音楽活動を通じてではなくD.Oのコカイン所持による逮捕の際だった。